# Leo Lima
Leonardo Mendes Lima da Silva (Rio de Janeiro, 14 de janeiro de 1982), mais conhecido como Leo Lima, é um ex-futebolista brasileiro que atuava como meio-campista.

## Carreira

### Início no Vasco
Formado nas categorias de base do Madureira, Leo Lima foi levado para o Vasco da Gama no ano de 1999. Todavia, passou a atuar entre os profissionais somente dois anos mais tarde.
Defendendo a camisa do clube cruzmaltino, Leo Lima reeditou sua parceria com o centroavante Souza, que também surgira no Madureira. Conquistou o Campeonato Carioca de 2003, quando ficou famoso pelo cruzamento de letra que fez na final contra o Fluminense, que acabou resultando no gol de Souza, o segundo do Vasco naquela partida.
No total pelo Gigante da Colina, o jogador atuou em 140 partidas e marcou 19 gols.

### Passagem pela Europa
Em 2004, Leo Lima partiu para a Europa, onde jogou no CSKA Sofia, Marítimo e Porto.

### Santos e Grêmio
Retornou ao Brasil em meados de 2005, vestindo a camisa do Santos e, posteriormente, atuou pelo Grêmio, de onde foi dispensado em fevereiro de 2007, por mau comportamento.

### Flamengo e Palmeiras
Contratado pelo Flamengo em 2007, tornou a reencontrar o centroavante Souza, seu velho companheiro. No entanto, as más exibições rubro-negro carioca, aliadas ao seu comportamento polêmico, fizeram com que o seu contrato fosse rescindido em outubro, por "falta de produtividade".
No dia 18 de janeiro de 2008, com o aval do técnico Vanderlei Luxemburgo, o Palmeiras anunciou a contratação de Leo Lima. O meia atuou toda a temporada de 2008 pela equipe alviverde, e no fim do mesmo ano, foi dispensado pelo clube. No total, disputou 47 partidas e marcou três gols pelo Palmeiras.

### Retorno ao Vasco e Goiás
Já no dia 29 de dezembro, Leo Lima retornou ao Vasco da Gama como novo reforço para 2009, e assinou contrato de um ano.
Em 20 de julho, Leo Lima deixou o Vasco e acertou com o Goiás até o final do ano. O time carioca não recebeu nenhuma compensação financeira.

### São Paulo e Al-Nasr
Ao final de 2009, Leo Lima foi contratado pelo São Paulo em um "pacotão" de seis reforços (ele, Marcelinho Paraíba, Xandão, André Luís, Carlinhos Paraíba e Fernandinho), com um contrato de três temporadas. No entanto, depois de pouco jogar pela equipe paulista no primeiro semestre de 2010, em junho acertou com o Al-Nasr, dos Emirados Árabes.

### Retorno ao Goiás
Em 2016, após seis anos nos Emirados Árabes, Leo Lima voltou ao Goiás, clube onde teve uma importante passagem e é ídolo da torcida. O meia assinou contrato ate o fim da temporada.

### Santa Cruz
No dia 26 de maio de 2017, foi anunciado como o novo reforço do Santa Cruz para a Série B.

### Madureira e Anapolina
Já em 2018, Leo Lima retornou ao Madureira, clube onde foi formado. No entanto, atuou em apenas três partidas pela equipe carioca.
No começo de 2019 foi contratado pela Anapolina, fechando contrato até o final do Campeonato Goiano. Após disputar apenas duas partidas e se lesionar, relatou problemas nas instalações do clube e nos salários atrasados, e decidiu deixar a equipe.

## Seleção Nacional
Em 1999, atuando pela Seleção Brasileira Sub-17, sagrou-se campeão do Mundial da categoria. Já em 2001, pela Seleção Brasileira Sub-20, Leo Lima conquistou o Campeonato Sul-Americano. O meia também chegou a ser convocado pela Seleção Brasileira principal, em 2003, mas só atuou em quatro partidas.

## Títulos
Vasco da Gama
- Taça Guanabara: 2003
- Taça Rio: 2003
- Campeonato Carioca: 2003
- Campeonato Brasileiro - Série B: 2009

Santos
- Campeonato Paulista: 2006

Flamengo
- Campeonato Carioca: 2007

Palmeiras
- Campeonato Paulista: 2008

Seleção Brasileira Sub-17
- Campeonato Sul-Americano Sub-17: 1999
- Campeonato Mundial Sub-17: 1999

Seleção Brasileira Sub-20
- Campeonato Sul-Americano Sub-20: 2001